# Cir (arquitecte)
Cir (en llatí Cyrus, en grec Κύρος) fou un arquitecte grec que va viure a Roma en temps de Ciceró i que va morir el mateix dia que Publi Clodi l'any 52. L'esmenta Ciceró com a autor de treballs destacats.